# Boulder Burial von Oranmore
Das Boulder Burial von Oranmore ist ein großer Felsen westlich von Oranmore, nördlich der alten Straße von Dublin nach Galway, im County Galway in Irland.
Boulder Burials (auch Boulder Tombs) sind aus zumeist großen Megalithen errichtete Gräber der Bronze- und Eisenzeit, deren Hauptbestandteil ein großer Felsen oder Steinblock (bis 3,35 Meter Länge) ist, der bodennah auf zumeist wesentlich kleineren Tragsteinen aufliegt, die eine Art Kiste bilden. Mitunter sind die im County Cork besonders häufigen Megalithanlagen von einem Steinkreis umschlossen (Bonagh, Brenny More, Cappanaboul). In der Regel findet sich eine Brandbestattung unter dem Stein.
Die Reste eines Portal Tombs liegen nahe dem östlichen Ufer des Corrib zwischen Galway und Menlo.